# Юрий Бондарев
Юрий Васильевич Бондарев, роден на 15 март 1924 г. в Орск; † 29 март 2020 г. в Москва) е съветски и руски писател.

## Kариера
Бондарев участва в Германо-съветската война. От 1944 г. е член на Комунистическата партия (тогава ВКП (б)) и през 1951 г. завършва Литературния институт „Максим Горки“.
Работата му обикновено се фокусира върху етични въпроси. Първият му том с разкази На голяма река („Край голямата река“) е публикуван през 1953 г. Неговият роман „Батальоните просят огън“ (1957) е адаптиран като телевизионен сериал през 1985 г., а романът му „Последните залпове“ (Последние залпы, 1959) е филмиран за киното през 1961 г. Участва и в сценария на петсерийния киноепичен филм „Освобождение“ .
На 31 август 1973 г. партийният вестник „Правда“ публикува отворено писмо, подписано от Бондарев, от група известни съветски писатели, критикуващи „антисъветските действия и поведение на Александър Солженицин и Андрей Сахаров“.
Бондарев е член на Върховния съвет на СССР от 1984 до 1989 г. През 90-те години той принадлежи към комунистическо-националистическата опозиция срещу реформите на Борис Елцин и подписва i.a. Слово към народа, манифест против перестройката. Той публично сравнява политиката на перестройка на СССР със „самолет, който лети без да знае накъде“. През 1994 г. той отказва да приеме Ордена за приятелство на народите по случай 70-ия си рожден ден от президента Борис Елцин.
Бондарев почива в Москва през пролетта на 2020 г., две седмици след 96-ия си рожден ден.